# Oxalis san-miguelii
Oxalis san-miguelii är en harsyreväxtart. Oxalis san-miguelii ingår i släktet oxalisar, och familjen harsyreväxter.

## Underarter
Arten delas in i följande underarter:
- O. s. san-miguelii
- O. s. urubambensis